# Macodes celebica
Macodes celebica är en orkidéart som beskrevs av Robert Allen Rolfe. Macodes celebica ingår i släktet Macodes och familjen orkidéer.
Artens utbredningsområde är Sulawesi. Inga underarter finns listade i Catalogue of Life.